# Elefanter och människan
| Elefanter och människan |
| --- |
| Circus Sanger anländer till Beverley 1901 med sina elefanter. - Betydelse – elefanters relation till människan - Bakgrund – sedan antiken - Exempel – som vapen, dragdjur, riddjur, del av djurpark och cirkus (mest indisk elefant) |

Elefanter har tämjts och tränats av människor i mer än 4 000 år. Under människans tidiga historia var elefanten främst bytesdjur för jägare, och tidiga klippmålningar i Afrika avbildar på flera ställen jakt av elefanter. Asiatisk elefant är den elefantvariant som främst tämjts och använts som dragdjur, inom militären och som riddjur. Även afrikansk elefant kan ha nyttjats som del av en armé. Elefanter syns i djurparker och har tidigare varit vanliga på cirkus.
Att hålla elefanter i fångenskap enkom för att underhålla människan är mycket kontroversiellt.

## Historia
Elefanter har tämjts och tränats av människan under mer än 4 000 år, och dag lever omkring en tredjedel av den asiatiska arten av elefanter som tamdjur, med minst 4 000 tama elefanter bara i Indien. Som jämförelse angav International Union for Conservation of Nature (IUCN) år 2008 den senast beräknade uppskattningen av den totala vilda världspopulationen av asiatisk elefant till mellan  40 000 och 50 000 elefanter i Asien, men varnade för att uppskattningen kunde vara föråldrad.
I Afrika började elefanter tämjas för mer än 2 000 år sedan[källa behövs]. Till Västvärlden introducerades elefanter runt 331 f.Kr efter att Alexander den store och hans armé drog fram från Persien till Indien. Vid floden Jhelum, i dagen Pakistan, besegrade Alexander den indiska kungen Poros som sägs ha haft 100 000 stridselefanter. Stridselefanter hölls sedan av både Kartago och Romerska rikets militärer. Kung Leopold II av Belgien (1835–1909) initierade en fångststation i dåvarande Kongostaten där ett ansenligt antal elefanter tränades för skogsindustrin. Under 1990-talet blev det populärt bland turister i södra Afrika att rida på safari på elefantrygg, och idag hålls över 250 elefanter i södra Afrika vilka används inom turistridning, varav femton av dessa som lever vid Viktoriafallen, var en grupp vildfångade elefanter från Dubaniskogen i Zimbabwe, vilka tämjdes och tränades mellan 2002 och 2005 av den svenska elefanttränaren Dan Koehl.
Fram till slutet av 1970-talet fångades vilda elefanter i Asien och Afrika, och importerades av djurhandlare, eftersom detta då var enklast och lagligt, och därmed behövdes ingen avel, annat än som marknadsföring. I USA lever idag färre än 400 elefanter, och totalt har över 800 ägare hållit cirka 2 000 elefanter i amerikanska djurparker och cirkusar. Med färre än 5 000 elefanter importerade till Europa och Nordamerika sedan medeltiden[källa behövs], har denna fångst inte ens marginellt påverkat det vilda globala beståndet,[källa behövs] där bara under en treårig torrperiod, mellan 1971 och 1974, mellan 7 000 och 12 000 elefanter svalt ihjäl bara i Tsavo national park i östafrikanska Kenya.[källa behövs] Som jämförelse med elefantimporter under historien, beräknar International Union for Conservation of Nature (IUCN), att den totala vilda världspopulationen av elefanter är mellan  400 000 och 600 000 elefanter i Afrika och Asien.

### Djurhandlare

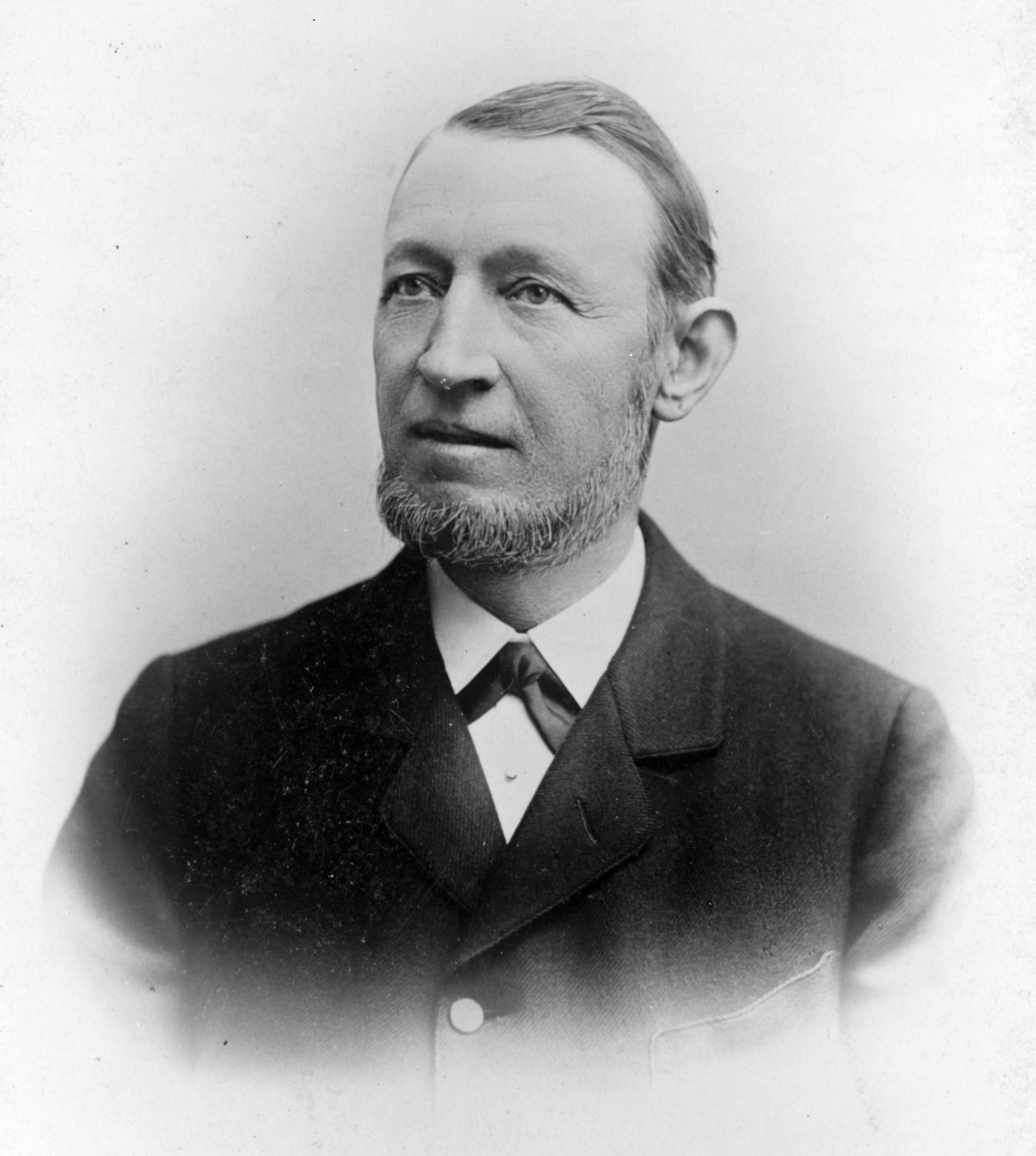
Carl Hagenbeck cirka 1890.

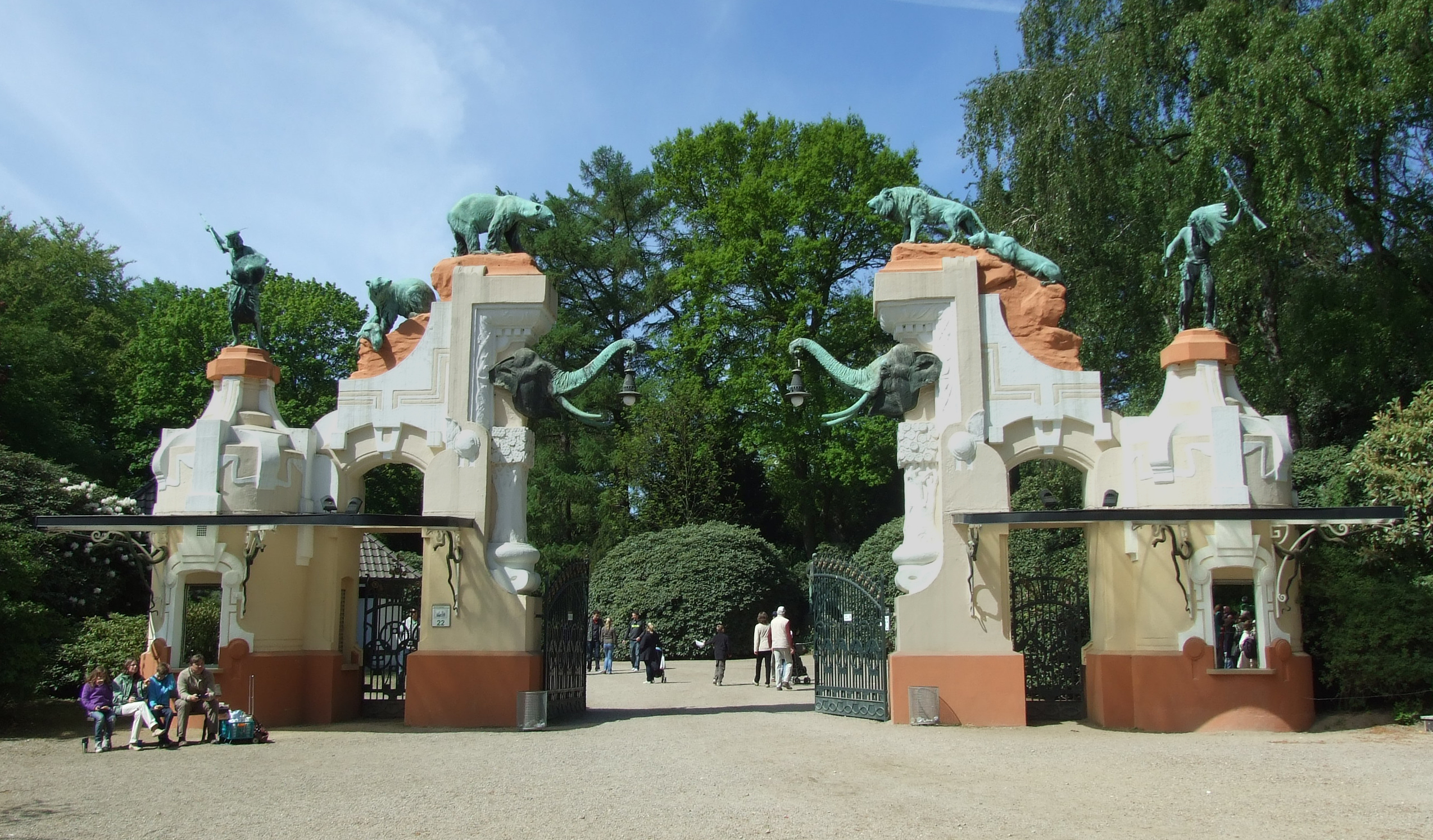
Den klassiska elefantporten till Hagenbecks djurpark.

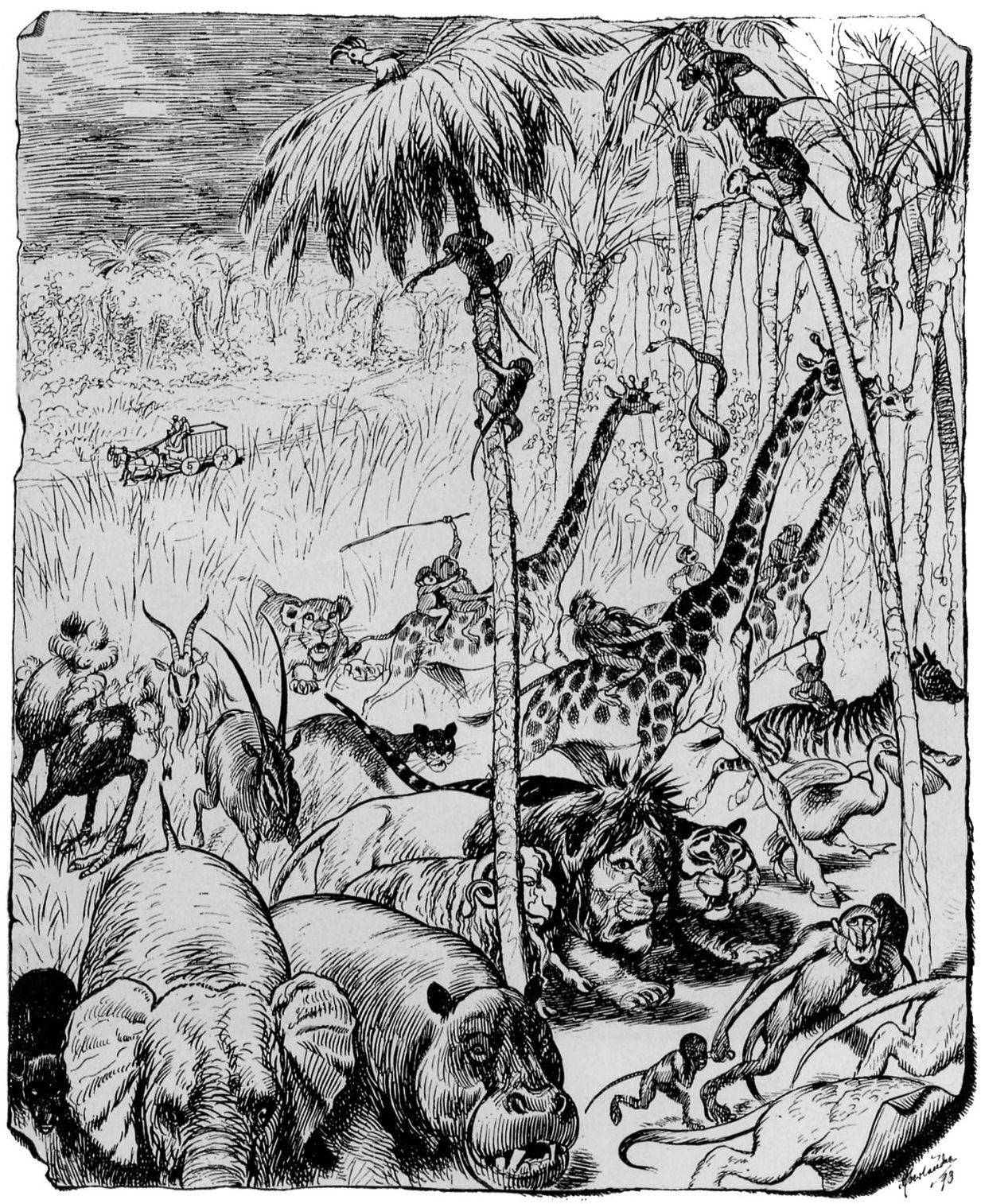
Hagenbeck kommer, teckning av Hans Emil Oberländer 1893.

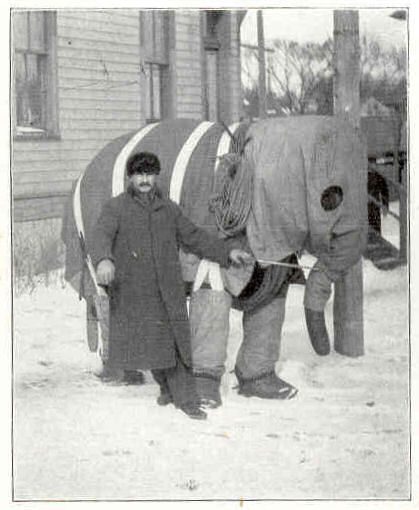
"Vinterelefant" i Hagenbeck, år 1900.

Österrikaren Lorenzo Casanova importerade många djur från Afrika till Europa, och hans enligt Carl Hagenbeck första import av en afrikansk elefant, vilket också skall ha varit den första afrikanska elefanten i Europa sedan romersk tid, levererades 1862 till Menagerie Gottlieb Kreutzberg, och kan möjligen vara identisk med den beskrivna Pepita som visades av en ung svenska med namnet Cäcilie Nicolai (Cecilia Nilsson?) på Kreutzbergs menageri i Humlegården i Stockholm, beskriven 1864 på tyska som Die junge Schwedin mit ihren Schülern in Kreutzberg’s Menagerie och dotter till den danske trollkonstnären herr Bils. Möjligen kan denna sextonåriga kvinna, som tränade och förevisade björnar, hyenor och leoparder i Humlegården, också där ha arbetat med den unga elefanten Pepita, möjligen identisk med Europas första afrikanska elefant. Några andra afrikanska elefanter är inte kända i Europa 1864.
Från 1860 samarbetade Casanova med Gottfried Claes Carl Hagenbeck (1810–1887) i Hamburg. Hagenbeck var fiskhandlare och hade ett rökeri i Hamburg-St. Pauli, där han efter att ha köpt några levande sälar i Hamburgs hamn, som ådrog sig stort intresse, också började ägna sig åt djuruppvisningar och handel med djur. Via samarbetet med Casanova utökades familjens verksamhet till att omfatta exotiska djurarter, en affärsgren som sonen Carl snart tog över, och Carl skickades till olika orter för att transportera djuren till Hamburg, och familjens år 1863 startade djurpark, C. Hagenbecks Handlungs-Menagerie, vid Spielbudenplatz 19, i Hamburg-St. Pauli, Hamburg.
1865 levererades den av Casanova importerade afrikanska elefanten Jenny, född 1865 i Sudan, till Tiergarten Schönbrunn i Wien, vilken 1868 såldes vidare till Berlins zoo, där Jenny, 17 år gammal, dog 1882, och 1866 genomförde Casanova en större import av afrikanska elefanter, av vilka de flestas namn är okända, men några har lämnat spår i tidig amerikansk cirkuskultur.
Gottfried Hagenbecks son Carl Hagenbeck anlände till Kairo 1870, och tog där ett hastigt farväl av den i malaria döende Casanova på hans hotellrum, med en sändning djur väntande utanför på gården, bestående av elefanter, giraffer, flodhästar, noshörningar och andra djur, som Hagenbeck trots sin unga ålder lyckades skeppa till Trieste och Hamburg, vilket blev starten på 150 års internationell djurhandel, med fångststationer av djur på fem kontinenter, och 1874 flyttades verksamheten till en ny djurpark, Carl Hagenbecks Tierpark vid Neue Pferdemarkt (tyska:Nya Hästmarknaden) vid Reeperbahn (1874–1902). Carl Hagenbeck började härifrån sälja hundratals elefanter under 1800-talet, vilka levererades till djurparker och cirkusar i hela världen. 

#### Carl Hagenbecks Tierpark i Hamburg-Stellingen
1902 inköpte Carl Hagenbeck en före detta potatisgård i Stellingen i Hamburg, dit han tog alla sina djur, och med hjälp av stenhuggaren och konstnären Urs Eggenschwyler lät skapa imponerande konstgjorda klippor, berg och sjöar, där djuren hölls i grupper så kallade frianläggningar, i försök att avbilda deras naturliga miljöer.
Detta  pionjärarbete, som till lika delar byggde på Hagenbecks erfarenheter kring hur långt till exempel en tiger kan hoppa, och Eggenschwyler konstnärliga talang, som han utvecklat i den lilla djurparken St Gallen i Schweiz, innebar en ny era för djurparker, som fram till dess huvudsakligen bestått av menagerier, där djur hölls individuellt i tränga burar. Hagenbecks öppnade upp för ett nytt synsätt, där försök att skapa frianläggningar som i så stor utsträckning som möjligt påminde om naturen, utan burgaller, och med vallgravar som skilde djuren och publik. Konceptet kom att bli en världssuccé, och kopierades snart av andra parker i hela världen. Tyvärr förstördes många av Urs Eggenschwyler skapelser under andra världskriget, men det som finns kvar utgör en historiskt minnesmärke över en person, som genom sina personliga kunskaper, reformerade djurhållning i parker, och där få djurparker idag, över hundra år senare, har lyckats uppbåda samma spetsexpertis i utformning av djuranläggningar som Hagenbeck utvecklade under tidigt 1900-tal. Djurparkens framgång, och explosiva besökarantal, sågs dock inte med blida ögon av hans samtida djurparksdirektörer i Europa.
Från 1907, när han öppnade portarna till sin nya Hagenbecks djurpark i Stellingen, blev Carl Hagenbeck utsatt för en bojkott av tyska djurparker, på grund av att han konkurrerade ut Hamburg Zoo, och dess direktör Alfred Brehm, vilken uppmanade sina kollegor att sluta handla med Hagenbecks. Carl Hagenbeck exporterade sedan fortfarande elefanter, men denna bojkott banade i Tyskland väg för en ny djurhandlare, Hermann Ruhe som tidigare hade grundat djurhandelsfirman Firma Ruhe i Alfeld.
Carl Hagenbecks viktigaste leveranser av elefanter från dåvarande Ceylon, sköttes av hans halvbror John Hagenbeck (1866–1940) som också grundade djurparken Dehivela Gardens i Colombo. Från Ceylon skickade John Hagenbeck hundratals elefanter med fartyg fram till andra världskriget, när John Hagenbeck avled i ett engelskt koncentrationsläger på Ceylon. Hagenbecks djurpark i Hamburg, var första station för hundratals elefanter som kom till Europa med fartyg från Asien. En av de mer kända elefanterna som tillhörde Hagenbecks var Jenny, som under en tid var inskriven i den tyska armen. Anledningen var att Carl Hagenbeck försökte undvika att för hans verksamhet viktig personal inte skulle behöva utföra krigstjänst, vilket han uppnådde genom att istället ställa sin elefant Jenny till tyska krigsmaktens förfogande, vilket är beskrivet av hans son, Lorenz Hagenbeck i boken Animals Are My Life;
| ”                  | Hennes skötare Matthias Walter, var en av Hagenbecks mest betrodda, och han befann sig på ångfartyget s/s Axenfals i Röda havet när kriget bröt ut, med elva elefanter ombord med destination Hamburg, när man över radion fick meddelande om krigsutbrottet. Kaptenen på fartyget lade då på ytterligare kol, och man nådde snart den italienska hamnen i Massawa, varifrån elefanterna transporterades till Brindisi och vidare till Stellingen med tåg. Två dagar senare ryckte Matthias Walter, som tillhörde tyska marinen, in i kriget och inställde sig i Wilhelmshaven. Fem månader senare, i januari 1915, befann han sig i Middelkerke vid belgiska Nordsjön och fick order från sina befäl om att återvända till djurparken i Stellingen i Hamburg för att hämta Jenny, som då hade klassats som krigsberedd, (tyska: kriegsfertig). Tillsammans med Jenny, hennes dragutrustning och nödvändig proviant, skickades Matthias Walter till västra fronten, dit de anlände via Avesnes station, söder om Maubeuge där Jenny dagligen lastade om femtio träd, varav några så tunga att ett dussin hästar inte hade förmått rubba dem. Jenny drog upp fastkörda fordon, och plöjde ett sädesfält i Floumont , men hennes största insats kanske var att hålla humör och mod uppe på de tyska soldaterna. | „ |
| – Lorenz Hagenbeck | |   |

#### Monopolet bryts
Firma Ruhe i Alfeld, som under tre generationer mellan 1860 och 1993 sålde elefanter till hela världen, öppnade Ruhr Zoo i Gelsenkirchen, Autosafari Reserva Africana på Mallorca, Wingst Zoo och Brunkensen Kinderzoo, samt mellan 1931 och 1971 hyrde hela Hannover Zoo. Djurhandlaren George Munro i Bremen hade en egen djurpark i Tyskland, och en egen karantänstation i Calcutta i Indien, och sålde ett flertal elefanter till öststaterna. från England kan nämnas djurhandlaren George B. Chapman i London, som också grundade Belfast Zoo 1934, Charles Jamrach och Chipperfield organisation, som under 1970-talet hade en fångststation i Uganda, därifrån många elefanter exporterades. 
Den sista stora djurhandlaren i Europa, var holländaren Franz van den Brink, som också drev en djurpark i Soeste. Hans sista import av över 40 elefanter från Myanmar under slutet av 1980-talet kritiserades då, men utgör idag Europas plattform för avel av asiatiska elefanter i europeiska djurparker.
Från USA är flera djurhandlare kända, där importören av USA:s första elefant var kaptenen på fartyget America, Jacob Crowninshield, som anlöpte hamnen i New York den 12  April, 1796 medförande en tvåårig elefant, som han köpt i Calcutta för $450 dollar. Elefanten visades upp i hörnan av Beaver Street och Broadway den 23 april samma år, och såldes till en Mr Owen för 10 000 dollar. Elefanten förevisades sedan i USA, men den sista dokumenterade förevisningen tilldrog sig i York, Pennsylvania den 25 juli 1818 och efter detta försvann elefanten spårlöst.
Förutom de ovan nämnda Hagenbecks och Firma Ruhe vilka båda hade kontor i Amerika, var Charles Mayer (1862–1927) en välkänd djurhandlare, som bland annat i boken Trapping Wild Animals in Malay Jungles, beskriver hur han fångade 60 vilda elefanter i Malaysia, varav en som hade 20 naglar istället för 18, såldes för 10 000 Rupees till Maharadjan av Mysore. Ellis Stanley Joseph (cirka 1872–1938) kom in i djurbranschen vid 18 års ålder 1890, flyttade 1923 till New York, 1927 till Bronx där han under en tid ägde ett menagerie vid Conner Street och Haller Avenue, fram till att han pensionerade sig 1933. Firma Reiche (bröderna Henry, död 1885 och Karl Reiche, i USA känd som Charles Reiche, död 1887) emigrerade 1884 från Alfeld i Tyskland till New York, där de framförallt sålde elefanter till P.T. Barnum och Adam Forepaugh. Deras företag stängdes 1909, och de sista djuren såldes till Firma Ruhe i Alfeld. Andra kända handlare var Frank Thompson i Bradenton, Florida, men de kanske största djurhandlarna under den tid när det blev större volymer var International Animal Exchange i Ferndale i Michigan, ägt av fyra bröder med namnet Hunt; Brian, Don, Mickey och Tom, som sålde hundratals elefanter. På senare tid nämns Fred Zeehandelaar i New Rochelle och Trefflichs Bird and Animal Company, ägt av Henry Trefflich, samt far och son Christoph Schulz och Jurgen C. Schulz, kända för att förse USA och Kanada med elefanter från Catskill Game Farm.

## Cirkuselefanter

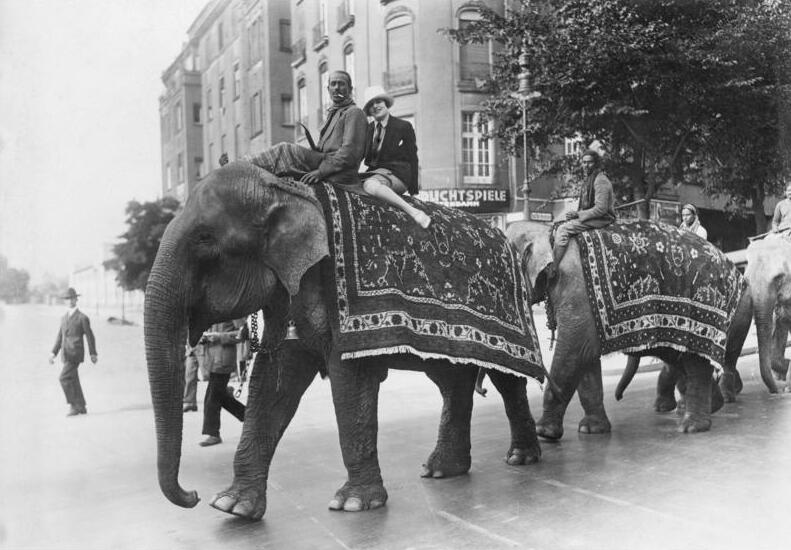
1926 Circus Hagenbecks elefanter med mahouter från Sri Lanka anländer i Berlin.

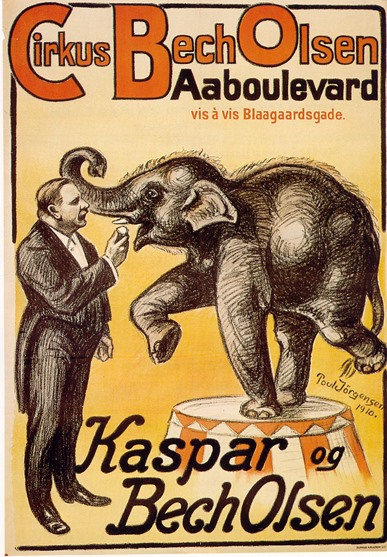
Kaspar på Cirkus Bech-Olsen 1910.

Kringresande menagerier höll mer sällan elefanter under medeltiden, men elefanter blev mer vanliga under 1700-talet,[källa behövs] och under 1800-talet började djurhandlare som Carl Hagenbeck förse cirkusar i Europa och Amerika med elefanter, oftast av den asiatiska arten. Dessa elefanter importerades till stor del från Ceylon (nuvarande Sri Lanka) och Indien av förutom Hagenbecks, Firma Ruhe och George Munro i Tyskland, Zoocentrum i Moskva (Objed) i Ryssland, och Frans van den Brink i Holland. John Sanger (1816–1889) grundade i England Circus Sanger 1821, vilken 1889 togs över av hans son, "Lord" George Sanger (1827–1911). Nästa år, 1900 betäcktes elefanthonan Jenny av tjuren Palm, vilket resulterade i den första dokumenterade dräktiga elefanten i Europa. Jenny flyttades i september 1901 till London Zoo, där en unge föddes den 31 augusti 1902 utan närvaro av skötare, antingen dödfödd, eller dödad av modern Jenny, men trots att denna elefant avlades på cirkus, så räknas denna första europeiskt födda elefant, som djurparksfödd. Europas tredje födda djurparkselefant, Kaspar, föddes 1907 på Köpenhamns zoo, och var något år med på turné med Cirkus Bech-Olsen. 
Sveriges första elefant på cirkus visades på Brunkebergstorg 1804 av sin ägare Jean Baptiste Gautier (1758–1823) och den blev sedan upphov till en kalabalik i Skänninge, (elefantupploppet i Skänninge), och lär ha dött under brittiska flottans belägring av Köpenhamn under Napoleonkrigen 1807.[källa behövs] Familjen Gautier visade sedan elefanter på cirkus i Sverige under de närmaste hundra åren. Jean Baptiste Gautiers son, Didier Gautier (1792–1872) blev svensk medborgare 1837, varefter han lät uppföra nuvarande Djurgårdscirkus med namnet Didier Gautiers menagerie där det visades elefanter. Didiers äldre bror Jean Léonard Gautier (1797–1866) visade elefanter och Jean Léonards son, Louis "Lulu" Gautier (1887–1949), var assistent till den tyske elefanttränaren Hugo Schmitt på Cirkus Hagenbeck.
År 1943 bombades Hamburg, med brandbomber av fosfor och djurparken i Stellingen förstördes mer eller mindre efter ett 90 minuters bombregn, varvid över 400 av djurparkens djur avled. Under de första bombangreppen, hade en av elefanternas skötare lossat deras kedjor i stallet, och lett ut dem ur stallet till utehägnet.[källa behövs] Familjen Hagenbeck beslutade då att skicka cirkusen med elefanterna till Malmö som ansågs vara säkert med anledning av sin neutralitet.
År 1944 anlände Hugo Schmitt och fem elefanter till Brazil Jacks (1871–1952) son Trolle Rhodin (1917–1997) och hans cirkus Zoo Circus, i stadsdelen Fosie i södra Malmö, med Cirkus Hagenbecks bästa elefanter, Icky, Karnaudi, Minjak (född på cirkusen), Mutu och Sabu, efter att bomberna under andra världskriget hade förstört Hagenbecks djurpark i Hamburg. Med elefanterna kom också Louis "Lulu" Gautier, och hans båda barn sonen Axel Gautier och dottern Ingeborg Gautier (1929–2015). Kvar i Hamburg blev Hugo Schmitts fru Jenny och sönerna Hugh och Manfred, och först senare under slutet av 1950-talet kom Hugo Schmitts hustru Jenny och sönerna över till USA med det svenska fartyget M/S Stockholm.
Trolle Rhodin ägde då sedan 1945 de två asiatiska elefanthonorna Birka och Safari, och den senare berömda svenska elefanttränaren Gösta Kruse (1927–1973) började som 18-åring arbeta med dem, och med vidareutbildning av domptören Hugo Schmitt, lärde sig Kruse att dressera elefanter. Gösta Kruse var son till Trolle Rhodins stallmästare Theodor Kruse. Han lämnade Zoo Circus 1951 för att ta över elefanterna på Bertram Mills circus efter John Gindl och var sedan 1964 ansvarig för elefanterna på Circus Pinder i Frankrike, fram till sin död 1973. I sin hemstad Chanceaux-sur-Choisille hedrades han med en gata som namngavs Rue Gosta Kruse efter honom. Parets dotter Yvonne Kruse gifte in sig i den gamla cirkusfamiljen Kludsky.
Det skulle dock visa sig att elefanterna inte heller i Sverige var helt säkra eftersom Sveriges regering beslutade att Hagenbecks elefanter skulle beslagtas och säljas som kompensation för krigsskador.[källa behövs] Upprörd över detta ledde Hugo Schmitt den 23 februari 1947 ner elefanterna till ett torg i Malmö, och uppmanade en där posterad poliskonstapel att ta hand om elefanterna, varpå elefanterna skall ha förstört skyltfönster, gatubelysning och skrämt förbipasserande fotgängare. Efter att ha misslyckats att få elefanterna att lugna sig, bönföll polisen Schmitt att ta med sig elefanterna tillbaka till Trolle Rhodins vinterkvarter på Munkhättegatan, vilket Hugo Schmitt genast verkställde, efter att med tårar i ögonen förklarat för poliskonstapeln att Sveriges regering gjorde ett stort misstag i att sälja elefanterna, att de tränats tillsammans som en grupp, och älskade varandra, och kunde till och med dö, om de skildes från varandra.[källa behövs]
Under tiden hade Hagenbecks kontaktat John Ringling North, den dåvarande ägaren av Ringling Bros. and Barnum & Bailey Circus om att överta elefanterna, och John Ringling kom personligen till Malmö för att se gruppen med elefanter, varpå han köpte dem med villkoret att Hugo Schmitt följde med som tränare, ifall hans visum till USA beviljades. Överresan med fartyg till Amerika organiserades och Schmitt och elefanterna anlände till Ringlings cirkus den 20 juni 1947, och Schmitt blev nu chefstränare för Ringlings 38 elefanter, plus de fem han medförde från Sverige. Även Axel Gautier medföljde som Schmitts assistent och skulle senare komma att efterträda Hugo Schmitt efter hans pensionering. Hugo Schmitt sägs[källa behövs] vara omnämnd i the Guinness Rekordbok med ett rekord av 55 elefanter i manegen, och har av cirkushistorikern och elefanttränaren Bill Woodcock rankats som Amerikas bästa elefanttränare:[källa behövs]
| ”                                                                  | There are two fine trainers in the U.S. today, Mac MacDonald and Hugo Schmitt. In comparison, the balance are a sorry lot. It is my opinion that Schmitt is by far the best elephant trainer ever employed by the Ringling Show. | „ |
| – A portion of a letter from Bill Woodcock (1/8/61) to Chappie Fox | |   |

Lulu Gautiers dotter Ingeborg Gautier (1929–2015) gifte sig med Trolle Rhodin, och de fick barnen Trolle Louis Rhodin, Carlo Rhodin och Diana Rhodin. Trolle Rhodin sålde elefanterna Birka och Safari till Dresden Zoo 1956 för Ringlings besök på Trolle Rhodins cirkus i Malmö 1947 ledde också till att Trolle Rhodin från 1960-talet arbetade som Ringlings general manager, fram till sin pensionering, när han återvände till Sverige med sin familj, där han med sina barn startade Cirkus Brazil Jack.
Dottern Diana Rhodin, Jean Baptiste Gautiers sonsons dotterdotter, är ägare av Cirkus Rhodin och ägde de två afrikanska elefanterna, Tuffie (1980–2002) och Mickie (1980–2009), som blev Cirkus Brazil Jacks sista, och Sveriges sista cirkuselefanter, när familjen Gautiers 105-åriga tradition med elefanter på cirkus i Sverige avslutades, men Brazil Jacks ättlingar inom släkten Rhodin fortsätter att arbeta med elefanter. Brazil Jacks son, Trolle Rhodins yngre bror Teddy Rhodin, har sonen Toni Rhodin, och dennes son, André Rhodin är sedan år 2013 elefantskötare i Borås djurpark. och personalrepresentant i parkens styrelse.

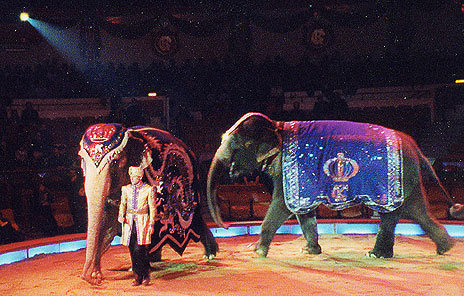
Elefanterna Mala och Delhi med deras svenska stallmästare Dan Koehl i Circus Krones anrika byggnad i München 2001.

 Bland rekordhållare av antal elefanter i Europa var de tyska Circus Althoff, Circus Carl Hagenbeck och Berlin Circus Union (VEB Staatszirkus der DDR) med över 20, vidare tyska Circus Sarrasani, franska Circus Amar och Circo Americano i Italien, och vilka vardera höll hjordar på 20–30 elefanter, den numera okända Circus Kludsky från Kejsardömet Österrike som höll över 35 elefanter, medan Europas största cirkus, Circus Krone, har hållit över 60 elefanter. På den amerikanska kontinenten har över 350 amerikanska cirkusar har hållit cirka 600 elefanter, ned rekordhållare som Adam Forepaugh Circus, Al G. Barnes Circus, Forepaugh-Sells Show, George Carden Circus International, Gollmar Brothers Circus. King Brothers Circus, Polack Brothers Circus som alla höll över 30 elefanter, Clyde Beatty-Cole Brothers Circus, Hawthorn Corporation som höll över 35, Barnum and Bailey Circus, John Robinson Circus över 40, Cole Brothers Circus över 45, och Hagenbeck-Wallace Circus som bör ha hållit över 65 elefanter, alla dessa under de sista 200 åren.
Världsrekord för privatägda elefanter av en cirkus innehas av världens största cirkus Ringling Brothers and Barnum & Bailey Circus, vilken har hållit minst 170, och förmodligen runt 200 elefanter. Denna cirkus som efter 132 års historia pensionerade sina sista elefanter 2016 till sin 1995 startade avelsstation för elefanter, Ringling Brother's Center for Elephant Conservation, startade som Ringling Brothers Circus (1884–1918), vilka 1907 köpte Barnum & Bailey Circus (1888–1918) men lät dem turnera var för sig fram till 1919, när deras två cirkusar slogs ihop till The Greatest Show on Earth (RBBB), vilken turnerade till 1968, när de köpte och importerade hela Circus Williams från Carola Althoff i Tyskland och namngav den Red unit, medan deras "gamla" cirkus kallades Blue unit. 2020 levde cirkusens sista 35 elefanter på avelsstationen i Florida, och turnerar sedan 2016 inte längre.
Förekomsten av elefanter och andra (vilda) djur på cirkus har varit en kontroversiell fråga. Ringling Brothers and Barnum & Bailey Circus lade ner verksamheten 2017, bland annat på grund av allmänhetens ökade motstånd mot cirkusar med "exotiska djur". Förbud att hålla elefanter – och sjölejon – på cirkus blev lag i Sverige 2018.

## I djurparker
Elefanter har hållits i djurparker senast sedan medeltiden, när furstar i Europa höll elefanter i privata menagerier, men någon större import förekom inte förrän framgångsrika djurhandlare som Carl Hagenbeck och andra började importera hundratals elefanter. 

### Djurparksavel

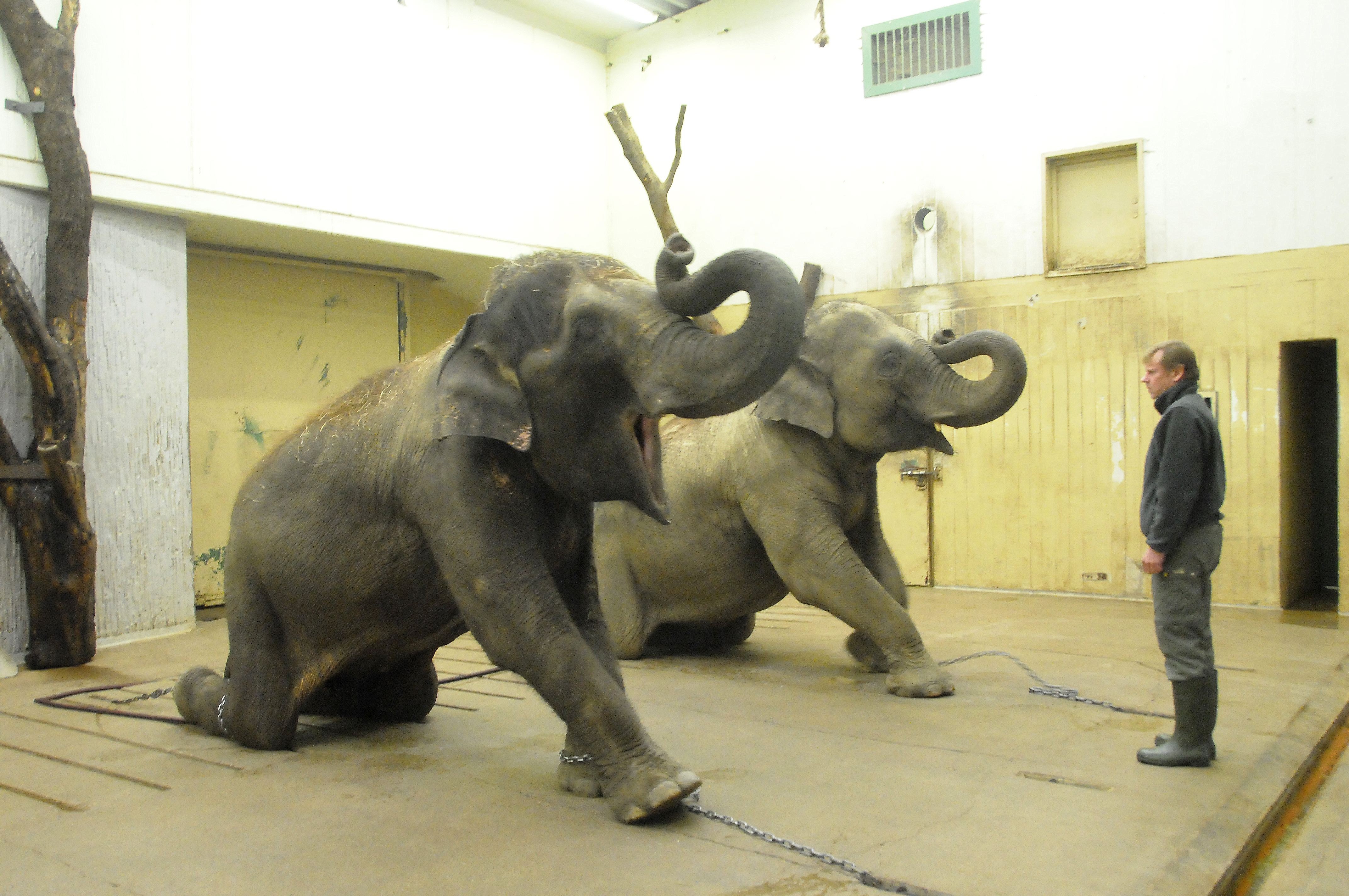
Elefanttränaren Dan Koehl håller morgonträning med Saonoi och Bua, 2008.

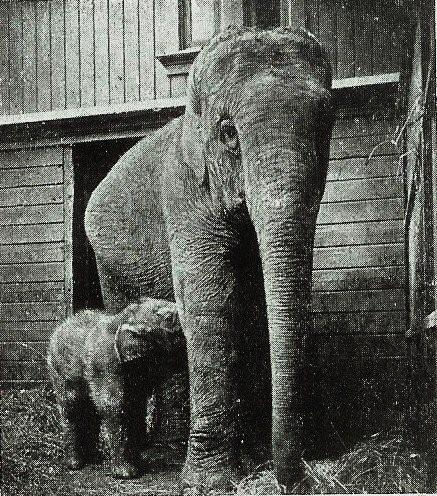
Elefanten Ellen med sin en dag gamla unge Kaspar i Köpenhamns Zoo, 10 december 1907.

På cirkusar och i djurparker har elefanter fötts sedan 31 maj 1875 på Howes Great London Circus (avled kort tid efter födseln), Columbia som föddes 3 oktober 1880 på Cooper & Bailey Circus och elefanten Bridgeport som föddes 1882 på Barnum and Bailey Circus, och var 27 år vid sin död 1907, i samband med en brand på Barnum and London Circus. Den första elefanten som föddes i en djurpark, 1902 i London Zoo, var dödfödd och avlad på cirkus. 1900 betäcktes elefanthonan Jenny av tjuren Palm på Circus Sanger, vilket resulterade den första dokumenterade dräktiga elefanten i Europa. Jenny flyttades i september 1901 till London Zoo, där en unge föddes den 31 augusti 1902 utan närvaro av skötare, antingen dödfödd, eller dödad av modern Jenny.
| ”                                                                                       | On my arrival at the Elephant-house about 9.15 I stopped to look at the elephant. I could see at once by the way she was walking about the den, sometimes forward and sometimes backward, and every now and then stooping with her hind legs and straining very much, that a young elephant would soon be born. The keepers had all gone, (as is ususal in Sunday mornings) and I left the house to seek assistance, and send for the keepers. On my return about 9.45 A.M. the young elephant had been born, and was lying in the middle of the den. I had the mother chained up, and then with the greatest care removed the dead animal, with the placenta, just as I found it., to the dead-house (Prosectorium). The mother was very quiet, and did not in any way try to interfere with the keepers whilst they were removing the dead young one | „ |
| – Assistant Superintendent in the Proceedings of the Zoological Society of London, 1902 | |   |

Den första djurparksavlade elefanten, Phua Victoria Portena, föddes 23 februari 1905 i Buenos Aires Zoo i Argentina. 1906 föddes två elefanter i djurparker, Mädi föddes 14 juli 1906 i Tiergarten Schönbrunn i Österrike, och samma år den 18 december, föddes Editha i Berlin Zoo, vilken dog bara någon månad senare, till följd av att modern stötte bort henne, och man misslyckades med uppfödning med mjölk, Dessa följdes av Kaspar (döpt efter en Kaspar Rostrup), som föddes 9 december 1907 i Köpenhamns Zoo, och var något år med på turné med Cirkus Bech-Olsen, och såldes till Hannover Zoo 1912 för 5 000  tyska mark. Kaspar avlivades 1927, antingen med gift, eller genom strypning, i djurparken Jardin d´Acclimatation i Paris, efter att han blivit aggressiv och dödat en skötare.
Djurparksbestånden är idag huvudsakligen självförsörjande[källa behövs], och man kommer sannolikt snart att motverka fler elefantungar genom preventiva metoder. Liknande exempel finns från Asien, till exempel från Thailand, där sedan 2008 fler elefanter har fötts än vad som dött, och där mortaliteten har balanserats, och landet är idag självförsörjande på tama elefanter. Elefantägaren och djurhandlaren Somroj Khukitikasem i Surin,  har sålt och exporterat elefanter från Surin till bland andra länder Danmark och Sverige. Bland dessa är elefanthonorna Bua och Saonoi i Kolmårdens djurpark, vilka officiellt är en gåva till Sveriges kung Carl XVI Gustaf, en grupp av tre elefanter i Köpenhamns zoo, elefanthonorna Kungrao och Surin, samt tjuren Tonsak, som sedan 2016 är på avelslån i Kolmården där han 2020 blev far till ungtjuren Prince.
Mellan 1875, när den första elefantungen föddes på en cirkus, och 1960 föddes inte många elefanter i cirkusar och djurparker, men mellan 1962 och 1994, föddes i USA en unge vartannat år, totalt 85 elefanter, av vilka 50 elefanter fortfarande levde 1994. Idag har flera länder en självförsörjande djurparkspopulation, både i Amerika, där aveln koordineras av SSP, och Europa, där aveln koordineras av EEP och den första elefantungen i en djurpark föddes 1902.

### I svenska djurparker

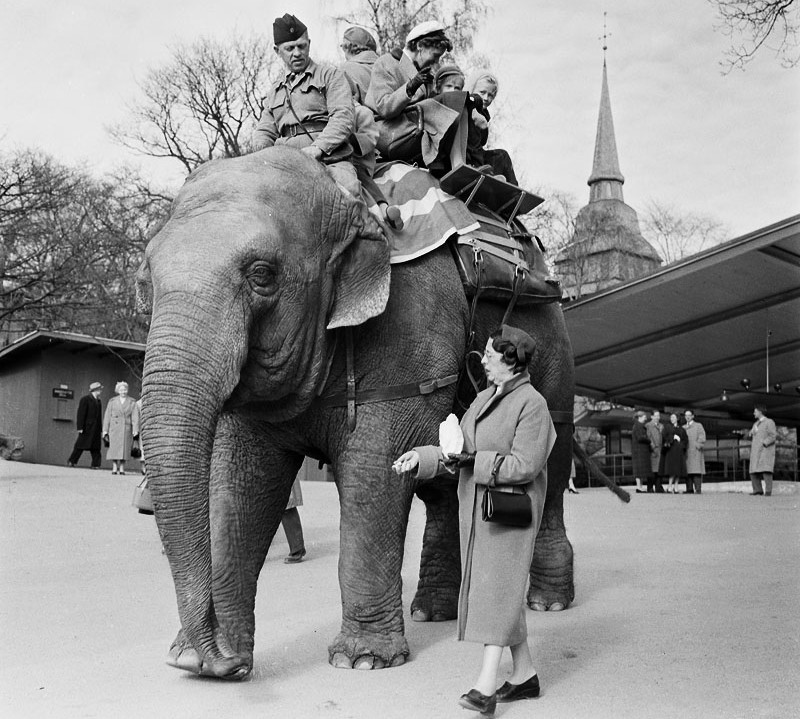
Galejan på Skansen, 1956. Besökare rider på elefanten Bambina. Framtill sitter elefantskötaren Sven Borg. Sista året för elefantridning med elefanterna på Skansen, som 1992 avvecklade elefanter.

Sedan sent 1990-tal finns endast elefanter i två svenska djurparker: Kolmårdens djurpark, som håller asiatisk elefant, och Borås djurpark som håller afrikansk elefant. 
Dessutom fanns det mellan 1860 och 1890-talet elefanter på Stockholms Tivoli, och mellan 1930 och 1992 asiatiska elefanter på Skansen i Stockholm, med den legendariske 1:e elefantskötaren Sven Borg som ansvarig för ridning med hundratusentals barn mellan 1931 och 1956, och som skötte Skansens elefanter till sin pension 1976. Även Furuviksparken i Gävle, vars sista elefant Noi såldes 1967 till Skansen, och Parken Zoo i Eskilstuna har tidigare hållit asiatiska elefanter, där en av dem, var den på sin tid kända  Merry, som var en vinst i en reklamkampanj för en populär läskedryck på 1960-talet, vilken 1964 hamnade i Parken Zoo, och såldes vidare till okänd ort mellan 1967 och 1969. Den sista av Eskilstunas elefanter var Tanja, som såldes till Borås Djurpark 1982, och därifrån till Port Lympne Zoo 1992. Tanja lever idag i Sosto Zoo (Nyiregyhazi Allatpark) i Ungern. Circus Brazil Jack hade elefanter i sina föreställningar fram till 1999.
I Sverige föddes den första elefanten 2001 i Borås Djurpark.

#### Borås Djurpark
| Elefanttjuren Kibo i Borås Djurpark, 2007. |  | Det nya elefanthuset i Borås Djurpark 2018. |
| Elefanttjuren Kibo i Borås Djurpark, 2007. |  | Det nya elefanthuset i Borås Djurpark 2018. |

Borås djurpark hade till en början bara afrikanska elefanter, tills man 1982 köpte Parken Zoos sista elefant, den asiatiska elefanten Tanja, som sällskap till de unga afrikanska elefanterna Nyoka och Ndogo, som anlänt från Krugerparken 1979. Den ansvarige zoologen under 1980-talet, Nisse Hilldén, stod i valet och kvalet inför vilken art man skulle satsa på, när Skansens elefantskötare Dan Koehl, just hemkommen från praktik med elefanter i Hannover Zoo, berättade att deras elefanttjur Kibo, född i Hannover, och son till Tembo och Beira, var till salu. Hilldén beslutade sig för att köpa Kibo, som levererades av sin skötare Rolf Amelung i maj 1986. Kibo fick aldrig ungar med Nyoka och Ndogo, men däremot med två nya elefanthonor, Shona och Dudu. Shona födde 2004 Pili, men mor och dotter avlivades i december 2004 på grund av tuberkulos. Dudu födde 2001 Kwanza,  2005 Panzi, 2008 M´changa, och 2013 Jabu, varefter Kibo flyttades samma år till en djurpark i Valencia, och ersattes av tjuren Yoga från Basel Zoo. Yoga blev 2017 far till två ungar, med Panzi fick han Chindi, och med Dudu Majira.

#### Kolmårdens djurpark

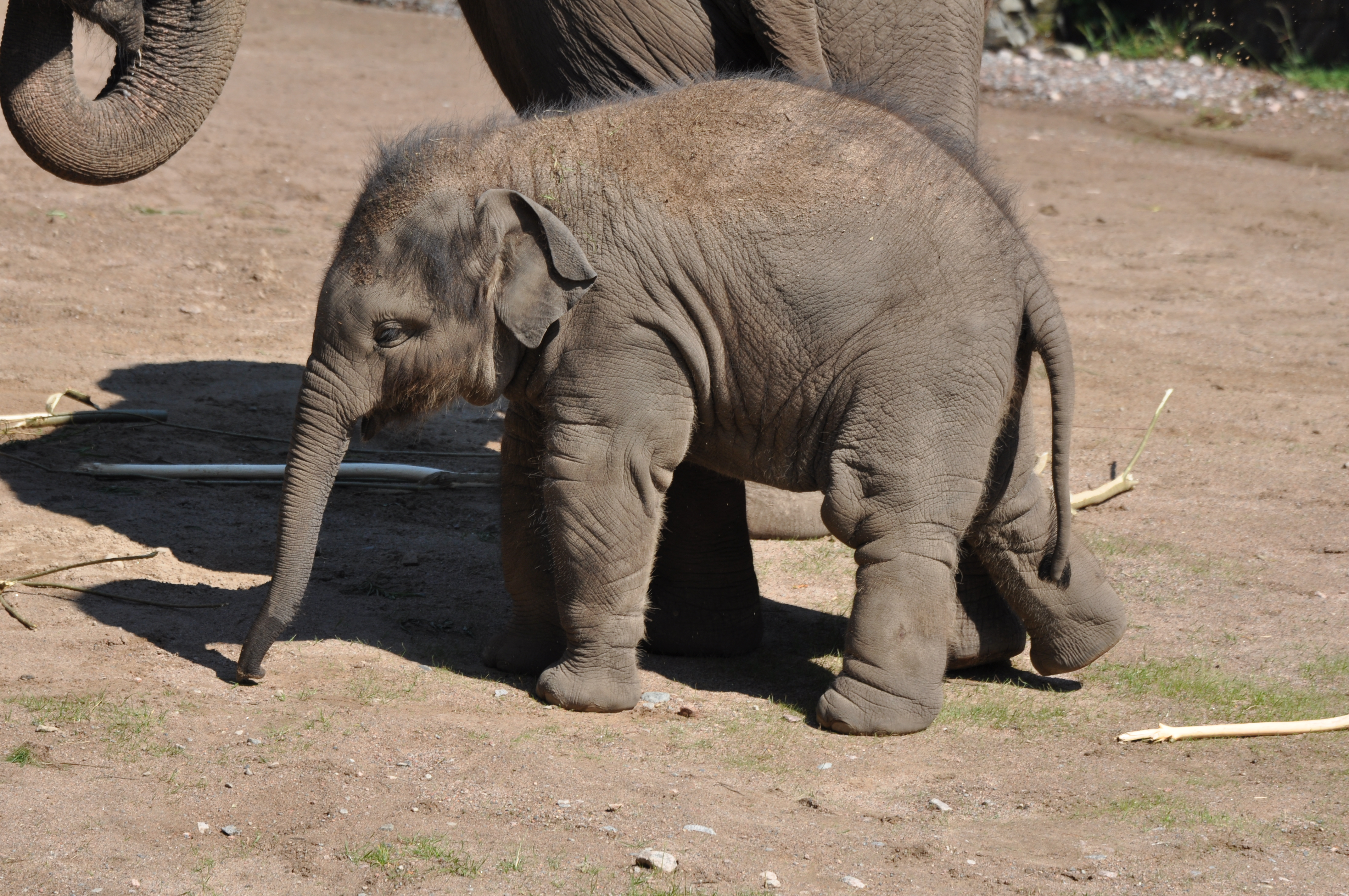
Elefantungen Namsai, född på Kolmården 2013.

Kolmårdens påtänkta avelsgrupp fick olyckligtvis avlivas efter att den blivit smittad av tuberkulos i början av 2000-talet, under den första dokumenterade dräktigheten hos asiatisk elefant i Sverige, men en import av två nya elefanthonor skedde 2005, av vilka en har fått två ungar. Kolmårdens första elefantunge avlades genom konstbefruktning av modern Bua, eftersom djurparken då inte höll någon hanne. Kolmårdens elefanter som då sköttes av Dan Koehl, tränades av honom för rektal behandling, varefter Bua av specialister från Berlin inseminerades med sperma från elefanttjuren Raja, som lever i en djurpark i England. Bua kom liksom honan Sao Noi 2004 till Sverige som en gåva av Thailands kung Rama IX till Sveriges kung Carl XVI Gustaf. I juli 2020 utgjordes elefantgruppen i Kolmårdens djurpark av den vuxna hannen Tonsak från Köpenhamns zoo, de två vuxna honorna Saonoi och Bua, den unga hannen Namsai, och en nyfödd kalv av hankön, med namnet Prince, son till Tonsak, och avlad på naturligt sätt. Samtliga dessa elefanter har ursprung från Surin i Thailand, eftersom såväl Bua, Saonoi och Tonsak, liksom Tonsaks tidigare flockmedlemmar i Köpenhamns zoo, Kungrao och Surin, är förmedlade och levererade till Skandinavien av elefantägaren och djurhandlaren Somroj Khukitikasem i Surin.

## Kritik mot att hålla elefanter i fångenskap
| En indisk ankus från 1600-talet. |  | Elefantskötare med en modern variant av en ankus. |
| En indisk ankus från 1600-talet. |  | Elefantskötare med en modern variant av en ankus. |

Att hålla elefanter i fångenskap enkom för att underhålla människan är mycket kontroversiellt. Kritiken bottnar bland annat i uppfattningen att ett stort vilt djur vars naturliga beteende är att leva i familjeflockar med en tydlig rangordning som ständigt rör sig många kilometer om dagen, lider av att leva i små utrymmen, ibland isolerade, ofta fastkedjade under långa perioder, stående på hårda cementgolv eller liknande.
När djuren inte får röra sig så mycket som de behöver tenderar de att upprepa statiska rörelser, vilket ofta innebär att de svajar på huvudet eller trampar fram och tillbaka, en typ av stressbeteende som märks hos en rad stora djur som hålls på fel sätt. Elefanternas fotsulor är också känsliga och många djur som tvingas stå på hårda underlag får problem med fötterna vilket resulterar i konstanta smärtor. 
Förr tog man vilda elefantungar och skeppade dem till Amerika och Europa vilket idag inte är brukligt då det ses som djurplågeri. Däremot är det fortfarande vanligt i områden där det förekommer elefanter och turism, där människor betalar för att rida eller på olika sätt umgås med elefanter. Väldigt länge har det varit brukligt att elefantskötare använder en speciell sorts pikstav, en så kallad ankus för att driva elefanter eller att få dem att utföra olika manövrar eller tricks. En ankus är en stav med en pik och en krok, där man använder piken för att trycka på punkter som gör extra ont, som bakom öronen under hakan eller på benen, och kroken för att dra i elefanten. Detta är fortfarande brukligt på vissa cirkusar under 2000-talet, vilket bland annat framkom i ett domstolsförhör då cirkusen Barnum & Baileys direktör vittnade om att de använde sådana pikstavar. Det förekommer också att man istället använder elstavar för att få elefanterna att göra som man vill.
Kritiker hävdar att avel av elefanter i djurparker är liten, och att djurparker inte är självförsörjande på elefanter.

## Tjuvjakt
Elefanten har räknats som ett storvilt och var en av de fem arterna, Big five, som rika västerländska storviltsjägare förr i tiden skulle jaga i Afrika. Idag är handel med elefantbetar i det närmaste förbjuden, med bland annat undantag för kvoterad jakt, där begränsad import av troféer tillåts enligt CITESreglerna. De är dock ett eftertraktat byte bland tjuvskyttar, då deras betar av elfenben har ett högt värde. Dels används dessa till hantverk, dels anses de ha medicinska effekter. Den afrikanska elefanten kategoriseras av IUCN som sårbar medan asiatisk elefant kategoriseras som starkt hotad, och de främsta orsakerna till arternas minskning är habitatförluster och tjuvjakt efter kött och elfenben.

## I krig
Elefanter har använts i flera krig. I Indien började man under den första halvan av det första årtusendet f.Kr. att fånga in, tämja och stridsträna elefanter. Bruket av krigselefanter spred sig sedan genom Sydostasien in i Kina, genom Centralasien och Mellanöstern och nådde Nordafrika och även Europa vid 200-talet f.Kr.
I Indien fanns härskare som hade tusentals krigselefanter fram till och med 1700-talet och i Europa användes sådana bland annat i puniska krigen och då kejsar Claudius kväste ett uppror i Britannien 44 e.Kr.

## I kulturen
Människan långa relation med elefanter har resulterat i att den blivit ett viktigt djur inom mytologi, symbolism och religion. Ända sedan stenåldern har djuret varit ett omtyckt motiv och den dyker upp i måleri, skulptur, musik, litteratur och arkitektur, och den har även blivit vanlig i populärkulturen, genom ordstäv, logotyper och inom film och TV.